# Walerij Borczin
Walerij Wiktorowicz Borczin (ros. Валерий Викторович Борчин; ur. 11 września 1986 w Powodimowie w Mordowii) – lekkoatleta rosyjski, chodziarz, mistrz olimpijski z Pekinu na dystansie 20 km z czasem 1:19:01 godz, w tej samej konkurencji jest także mistrzem świata z Berlina (1:18:41). Jest srebrnym medalistą mistrzostw Europy z Göteborga na dystansie 20 km. Jego rekord życiowy na tym dystansie wynosi 1:17:38 (2009).
Nie znalazł się w składzie reprezentacji Rosji i nie wziął udziału w mistrzostwach świata w Moskwie (2013). Został pozbawiony złotego medalu wywalczonego na mistrzostwach świata w Berlinie i Taegu.
Od 1 czerwca 2005 do 31 maja 2006 odbywał karę dyskwalifikacji po wykryciu w jego organizmie niedozwolonych środków.

## Sukcesy
| Rok  | Zawody               | Miasto   | Miejsce | Konkurencja   | Czas    |
| ---- | -------------------- | -------- | ------- | ------------- | ------- |
| 2006 | Mistrzostwa Europy   | Göteborg | 2.      | Chód na 20 km | 1:20:00 |
| 2008 | Igrzyska olimpijskie | Pekin    | 1.      | Chód na 20 km | 1:19:01 |
| 2009 | Mistrzostwa Świata   | Berlin   | DSQ     | Chód na 20 km | 1:18:41 |
| 2011 | Mistrzostwa Świata   | Taegu    | DSQ     | Chód na 20 km | 1:19:56 |
| 2012 | Puchar świata        | Sarańsk  | 9.      | Chód na 20 km | 1:21:29 |
| 2012 | Igrzyska olimpijskie | Londyn   | –       | Chód na 20 km | DNF     |